# Dion von Neapel
Dion von Neapel (altgriechisch Δίων) war ein antiker, griechischer Mathematiker aus Neapel. Seine Lebensdaten sind nicht bekannt. Er wird in den Chronika des Kastor von Rhodos erwähnt.
Augustinus überliefert eine Stelle aus der verlorenen Schrift De gente populi Romani von Marcus Terentius Varro, der sich wiederum auf die Chronika des Kastor von Rhodos bezieht. Dort werden Dion und Adrastos von Kyzikos als Zeugen für ein Wunderzeichen des Planeten Venus genannt und als namhafte (nobiles) Mathematiker bezeichnet. Das habe sich zur Zeit des Königs Ogyges ereignet.
Zudem berichtet Censorinus, dass Dion die Länge des Großen Jahres auf 10884 Erdjahre bestimmt habe.